# Piombino Dese
Piombino Dese är en ort och kommun i provinsen Padova i regionen Veneto i Italien. Kommunen hade 9 570 invånare (2018).